# Universitetet i Pisa
 Universitetet i Pisa  (italienska Università di Pisa) är ett universitet i Pisa i Italien. Det grundades formellt 3 september 1343 även om det hade förekommit föreläsningar om lagstiftning i Pisa sedan 1100-talet. Det består av 11 fakulteter och hade år 2006 46 696 studenter inskrivna.
Universitetet har Europas äldsta akademiska botaniska trädgård (Orto Botanico di Pisa), grundad 1544.
Förutom verksamheten i Pisa har universitet också avdelningar i Livorno, Lucca, Pontedera, Viareggio, Volterra, La Spezia och Cecina.